# Bedford College
Bedford College var en institution för högre utbildning för kvinnor i London, grundad 1849. Det var den första institutionen av sitt slag i Storbritannien och därmed en pionjärverksamhet för kvinnors tillgång till högre utbildning, liksom för kvinnors tillgång till det offentliga livet i stort. 
Bedford College blev en samskola med även manliga elever 1965, och försvann när den år 1985 tillsammans med Royal Holloway College uppgick i University of London med namnet Royal Holloway and Bedford New College (RHBNC). 

## Historia
Bedford College grundades år 1849 av den förmögna socialreformatorn och abolitionisten Elizabeth Jesser Reid. Hon tillhörde en intellektuell och progressiv krets som trodde på behovet av utbildning för kvinnor, och använde det arv hon fått av sin avlidne make doktor John Ried för att grunda ett seminarium eller universitet med syftet att erbjuda kvinnor en progressiv och sekulär akademisk utbildning, något som då inte förekom någon annanstans i Storbritannien. Det fick namnet Ladies College, finansierades av en fond upprättad av Jesser Reid och styrdes av en styrelse kallad Ladies Committee. Vid grundarens död 1866 fick det namnet Bedford College. När kvinnor tilläts studera på Londons universitet år 1878 anpassades undervisningen framgångsrikt för att studenterna skulle kunna uppfylla de krav som ställdes för att kunna studera på universitetet, och därefter blev skolan populär bland studenter med planer att studera vidare. Flera kvinnliga föregångare i den brittiska akademiska världen studerade vid Bedford College.